# Rui Rocha
Rui Rocha, né le 13 mars 1970 à Lobito, en Angola portugais, est un homme politique portugais. Député de Braga depuis les élections législatives de 2022, il est président de l'Initiative libérale de janvier 2023 à mai 2025.

## Biographie

### Études et carrière professionnelle
Résidant de la municipalité de Braga depuis 1978, Rocha est titulaire d'une licence en droit obtenue près l'Université catholique portugaise. Il commence sa carrière professionnelle en tant qu'assistant d'enseignement à l'Université moderne (pt), avant d'exercer plusieurs fonctions en tant qu'avocat puis d'entamer une carrière de gestionnaire en ressources humaines dans divers secteurs.

### Parcours politique
Actif au sein de la blogosphère libérale portugaise, il décide de s'engager en politique au sein de l'Initiative libérale et devient membre de la commission exécutive du parti à compter de décembre 2021. En vue des élections législatives anticipées de janvier 2022, il est désigné tête-de-liste libérale dans la circonscription de Braga et réussit à s'y faire élire en réunissant 4,42% des suffrages.
À la suite de la démission de João Cotrim Figueiredo de la présidence du parti, en octobre 2022, il se porte candidat à sa succession. Soutenu par Cotrim Figueiredo, il est élu président de l'Initiative libérale dans un scrutin ouvert lors de la convention nationale de janvier 2023 avec 51,7% des suffrages contre 44% pour la députée de Lisbonne Carla Castro.
Malgré des résultats en hausse, il démissionne de la présidence du parti à la suite des élections législatives anticipées de 2025, estimant ne pas avoir réussi à atteindre les objectifs qu'il avait fixés.

### Source de traduction
- (pt) Cet article est partiellement ou en totalité issu de l’article de Wikipédia en portugais intitulé « Rui Rocha » (voir la liste des auteurs).